# Рибакі (Західнопоморське воєводство)
Рибакі (пол. Rybaki) — село в Польщі, у гміні Реч Хощенського повіту Західнопоморського воєводства.
Населення — 174 особи (2011).
У 1975-1998 роках село належало до Гожовського воєводства.

## Демографія
Демографічна структура станом на 31 березня 2011 року:
|          | Загалом | Допрацездатний вік | Працездатний вік | Постпрацездатний вік |
| -------- | ------- | ------------------ | ---------------- | -------------------- |
| Чоловіки | 92      | 17                 | 69               | 6                    |
| Жінки    | 82      | 19                 | 51               | 12                   |
| Разом    | 174     | 36                 | 120              | 18                   |